# 右旗增三
天鷹座27，又名BD-01 3716，HD 181440、SAO 143292、HR 7336，是天鷹座的一颗恒星，视星等为5.49，位于銀經35.47，銀緯-6.89，其B1900.0坐标为赤經19h 15m 26.1s，赤緯-1° -6.89′ 42″。